# Норвуд Корт (Мисури)
Норвуд Корт (енгл. Norwood Court) град је у америчкој савезној држави Мисури.

## Демографија
По попису из 2010. године број становника је 959, што је 102 (-9,6%) становника мање него 2000. године.
| Група             | 2000.       | 2010.       |
| Белци             | 58 (5,5%)   | 38 (4,0%)   |
| Афроамериканци    | 984 (92,7%) | 903 (94,2%) |
| Азијати           | 4 (0,4%)    | 1 (0,1%)    |
| Хиспаноамериканци | 5 (0,5%)    | 4 (0,4%)    |
| Укупно            | 1.061       | 959         |